# 리노이에 다카스케
리노이에 다카스케(일본어: 李家 隆介, 1866년 9월 23일~1933년 7월 23일)는 일본의 내무관료이다. 조슈번에서 의사를 맡던 한국계 씨족인 리노이에씨 사람으로, 일본 관료로 활동하며 도야마현지사, 시즈오카현지사, 이시카와현지사, 시모노세키시장을 역임했다.

## 참고 자료
- 東京帝国大学編『東京帝国大学一覧 從大正2年 至大正3年』東京帝国大学、1913-1924年。
- 歴代知事編纂会編『新編日本の歴代知事』歴代知事編纂会、1991年。
- 『20世紀日本人名事典 そ-わ』日外アソシエーツ、2004年。
- 秦郁彦編『日本官僚制総合事典：1868 - 2000』東京大学出版会、2001年。
- 「内閣・李家隆介内閣試補被命ノ件」国立公文書館 請求番号：本館-2A-018-00・任A00242100